# Neocalyptis utarica
Neocalyptis utarica Razowski, 2005 è una falena appartenente alla famiglia Tortricidae, endemica dell'isola di Sulawesi, in Indonesia.